# 安德烈亞·卡涅蒂
安德烈亞·卡涅蒂（義大利語：Andrea Cagnetti，1967年3月16日—），意大利雕塑家。

## 生平
出生於義大利科爾基亞諾。於龍奇廖內省中學畢業後，卡涅蒂搬到羅馬。在那里，他作為一位圖像設計師活动，同時研究古代金匠的藝術與科學。除了閱讀傳統文獻，他也開始探索煉金論文。其中十七世紀煉金術的《沈默之書》（Mutus Liber）给予他极大触动。书中的誡命“祈禱，閱讀，閱讀，閱讀，重新閱讀，工作，而你將會發現”，鼓舞了他繼續閱讀任何可尋的與冶金和金匠相關科學的文字。
幾年後，卡涅蒂回到了他的出生地，並完全獻身於金工的藝術，在他的工作室Akelo工作（Akelo意指古希臘河神Achelous）。Akelo的每一件珠寶和貴重裝飾品皆為的單一特製（one-of-a-kind jewels），其擷取於古老的神話，傳說，符號與劇目，並通過個人神秘的語言來做重新闡述他深入研究古煉金術的知識。
以其驚人的多才多藝，安德烈亞·卡涅蒂很快的在這過去幾年他的作品被廣泛地在世界各地展出，許多他的作品都已成為了數個博物館永久收藏的一部分。他目前居住在科爾基亞諾，在那裡他將繼續追求他的創作。

## 外部連結
- Akelo - Gioielli etruschi in oro con granulazione （页面存档备份，存于）